# Мандариновое масло
Мандариновое масло — эфирное масло, содержится в кожуре (цедре) зрелых мандаринов (Citrus reticulata Blanco), культивируемых на юге Европы, в Индии, Бразилии, Аргентине.

## Свойства
Мандариновое масло — жёлтая или красно-оранжевая жидкость с пряным запахом мандаринов.
Растворимо в этаноле (1:10 — в 90%-м), бензилбензоате, диэтилфталате, растительных маслах и минеральных маслах, малорастворимо в глицерине и пропиленгликоле, нерастворимо в воде. Неустойчиво в присутствии сильных кислот и щелочей, на воздухе окисляется, приобретая запах скипидара.
| tвсп, °C | {\displaystyle {\mbox{d}}_{20}^{20}} | {\displaystyle [{\mbox{n}}]_{\mbox{D}}^{20}} | {\displaystyle [\alpha ]_{\mbox{D}}^{20}} |
| -------- | ------------------------------------ | -------------------------------------------- | ----------------------------------------- |
| 49       | 0,850 ÷ 0,854                        | 1,473 ÷ 1,477                                | +70 ÷ +74                                 |

## Химический состав
В состав масла входят мирцен, (+)-лимонен, γ-терпинен, α-фелландрен, α-туйен, α- и β-пинены, камфен, α-иланген, β- и γ-элемены, α-бергамотен, кариофиллен, β-копаен, α- и β-гумулены (общее содержание терпеновых углеводородов достигает 90%), n-цимол, линалоол, нерол, гераниол, α-терпинеол и другие компоненты.

## Получение
Получают из кожуры зрелых мандаринов путём прессования без нагревания, выход масла 0,2 — 0,35%.
Основные производители — страны Южной Европы, Индия, Бразилия, Аргентина.

## Применение
Применяют как компонент пищевых ароматизаторов, а также как компонент парфюмерных композиций.
Руководства по ароматерапии сообщают о целебных свойствах мандаринового масла.